# Bunad

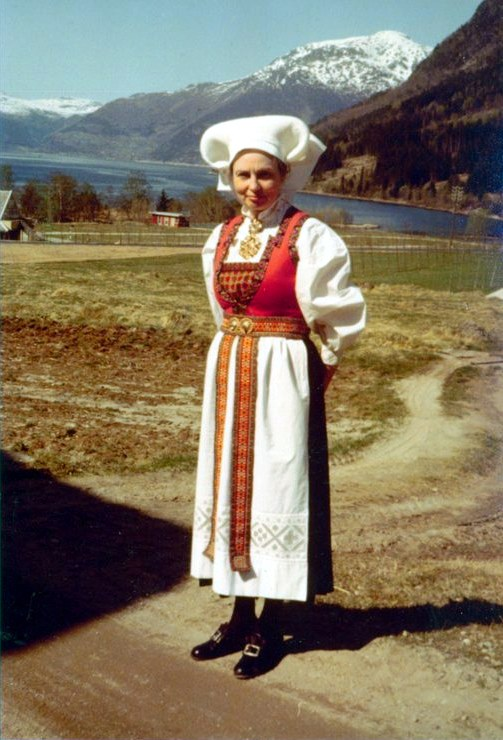
Kobiecy bunad z Hardangerfjord. Nakrycie głowy, zwane skaut, noszą mężatki z regionu Hardanger

Bunad (norw. [ˈbʉ̂ːnɑd], liczba mnoga: bunader / bunadar) – norweski termin zbiorczy obejmujący w najszerszym znaczeniu zarówno tradycyjne stroje wiejskie (w większości datowane na XVIII i XIX wiek), jak i współczesne, dwudziestowieczne stroje ludowe. W wąskim znaczeniu słowo bunad odnosi się wyłącznie do ubrań zaprojektowanych na początku XX wieku, luźno opartych na tradycyjnych strojach. Samo słowo bunad powstało w XX wieku.
Historia bunadów ma swoje korzenie w XIX-wiecznym norweskim narodowym romantyzmie, którego przedstawiciele interesowali się tradycyjnymi strojami ludowymi nie tylko w Norwegii, ale także w sąsiednich krajach, takich jak Dania, a zwłaszcza Niemcy. W Norwegii jednak idee narodowego romantyzmu zakorzeniły się dużo mocniej, co widać po współczesnym przywiązaniu do strojów inspirowanych folklorem.

## Bunad współcześnie

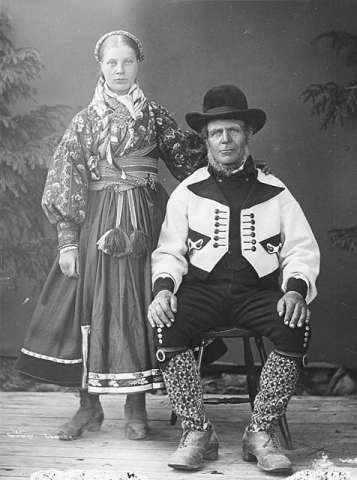
Tradycyjne ludowe stroje ze wschodniego Telemarku, lata 80. XIX w.

Tradycja bunadu jest pielęgnowana i rozwijana przez entuzjastów w całej Norwegii, a nowe odmiany strojów są często tworzone i przedstawiane szerokiej publiczności. Nowoczesne interpretacje tych strojów często modyfikują lub całkowicie pomijają elementy tradycyjne, aby dostosować je do bardziej współczesnych kanonów mody. Dla przykładu, niewielu Norwegów używa do bunadów nakryć głowy, które dawniej były nieodzowną częścią tradycyjnych strojów i zamiast tego pokazują włosy zgodnie z nowoczesną modą. Nakrycia głowy były dawniej uważane za najważniejszą część stroju, ponieważ często wskazywały na status społeczny lub cywilny noszącej je osoby.
Toczy się debata na temat stopnia, w jakim bunady muszą być zgodne ze standardami, czy dopuszczalne jest zmienianie lub improwizowanie na bazie ogólnych motywów. Niektórzy (czasem szyderczo określani jako policja bunadowa) twierdzą, że bunady muszą być szyte i noszone zgodnie ze ściśle określonymi normami; inni opowiadają się za bardziej kreatywnym i  liberalnym podejściem. Na przykład tradycyjnie właściwe jest, aby kobiety do bunadu nosiły stosowne buty i torebki oraz unikały noszenia okularów przeciwsłonecznych, kolczyków i mocnego makijażu.
Współcześnie w Norwegii bunady są często postrzegane jako symbol statusu. Mogą one kosztować od 20 000 do nawet 100 000 norweskich koron (czyli ok. 10 000 do 50 000 złotych), w zależności od projektu, materiału, rodzaju haftu, zastosowanego złota, srebra i dodatków. Cena bunadu zależy również od tego, czy jest on kupowany w renomowanych sklepach, takich jak Husfliden, czy też u lokalnych sprzedawców, albo czy jest szyty na zamówienie lub z własnoręcznie wykonanym haftem. Przygotowanie bunadu zajmuje zazwyczaj do roku, a tradycją stało się, że rodzice dają swoim dzieciom bunad jako prezent na konfirmację.

W ostatnich latach niektóre firmy zaczęły sprzedawać w Norwegii tańsze bunady wyprodukowane w Chinach, tak zwane „chińskie bunady”. Wywołało to obawy, że mogą one podważyć autentyczność i atrakcyjność tego rodzaju stroju.

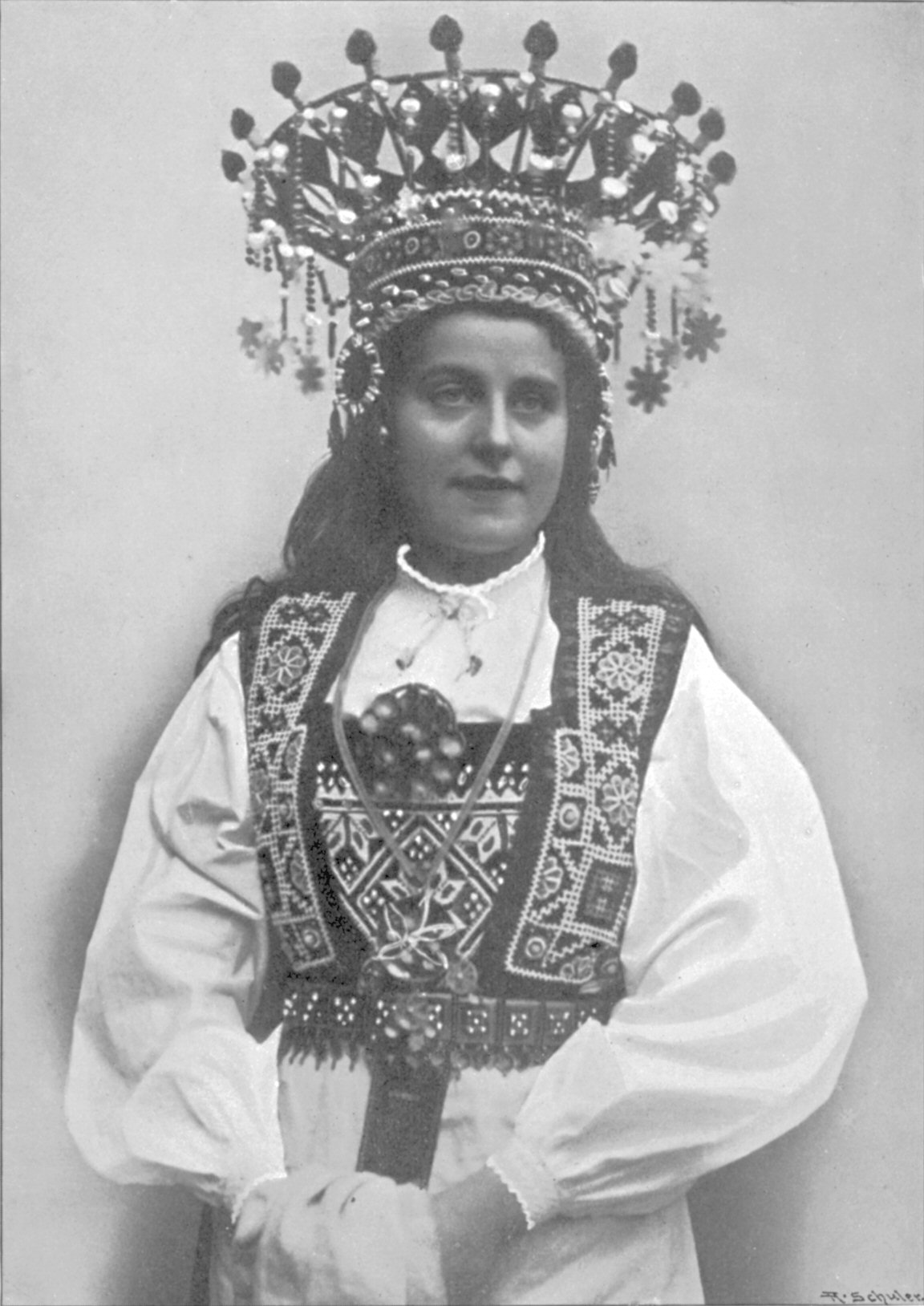
Bunad z Hardanger z tzw. koroną ślubną (brudekrone)
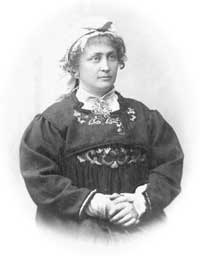
Hulda Garborg w bunadzie
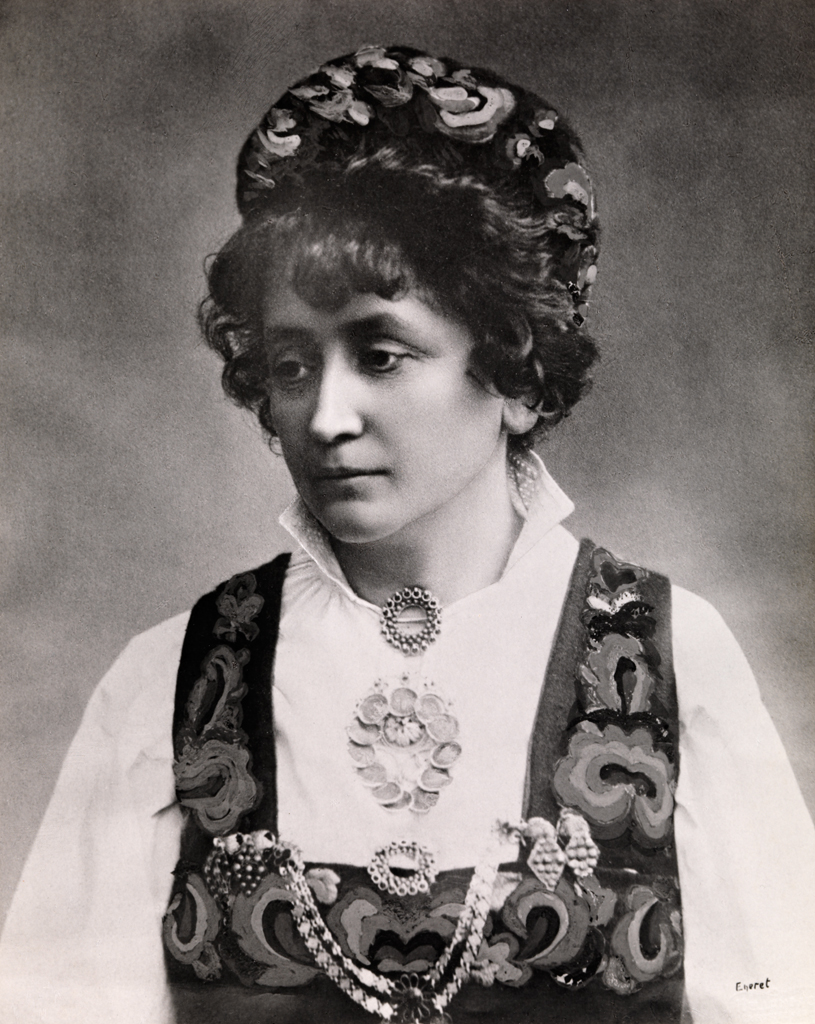
Hulda Garborg w bunadzie
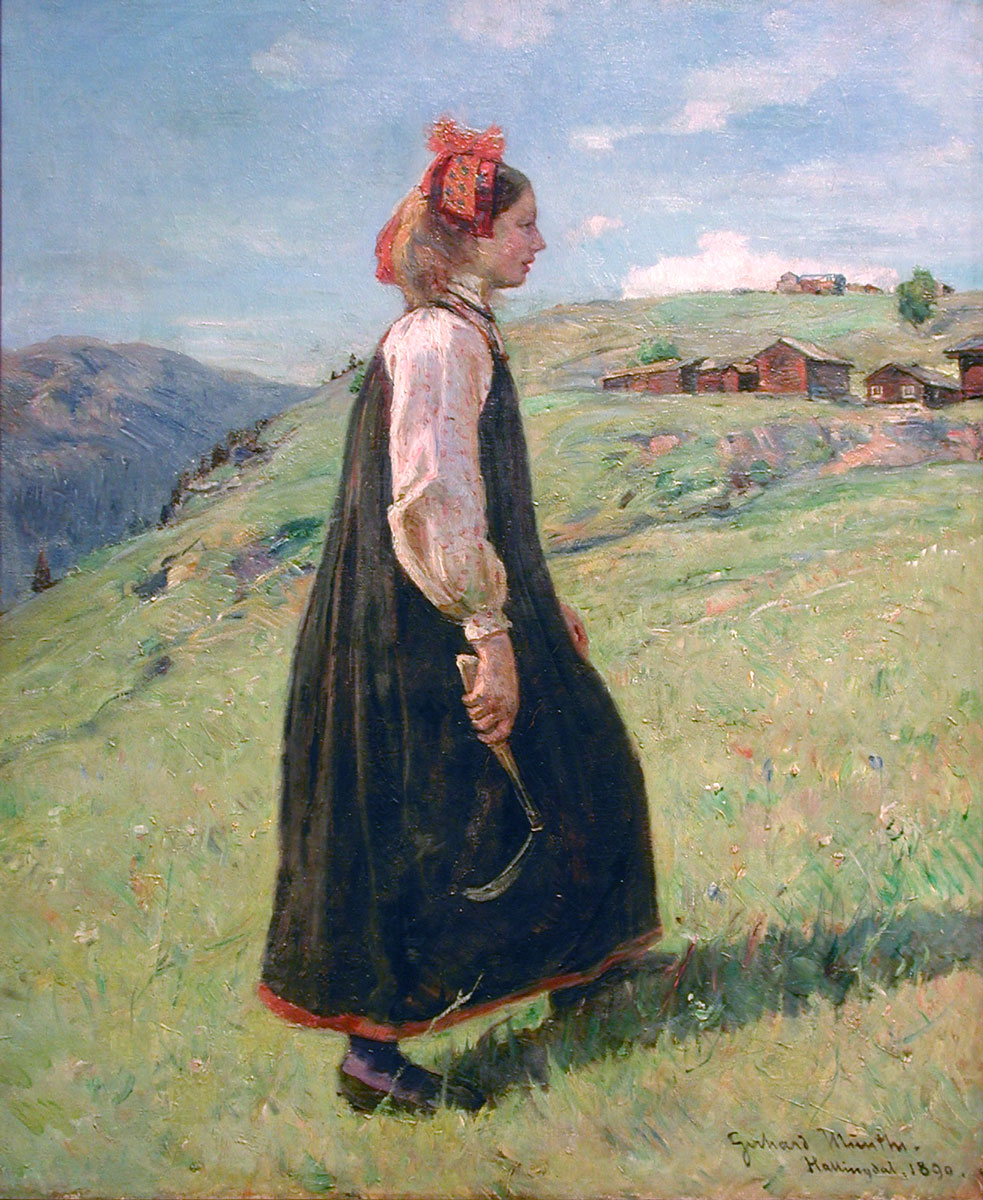
Budeia – obraz Gerharda Munthe (1890)
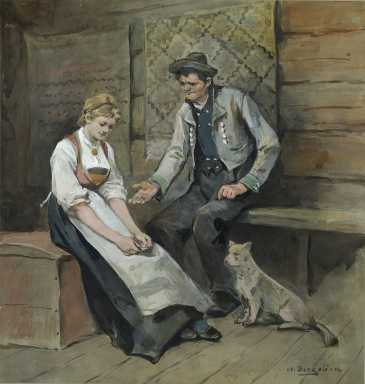
Frieriet – obraz Nilsa Bergsliena (1853–1928)
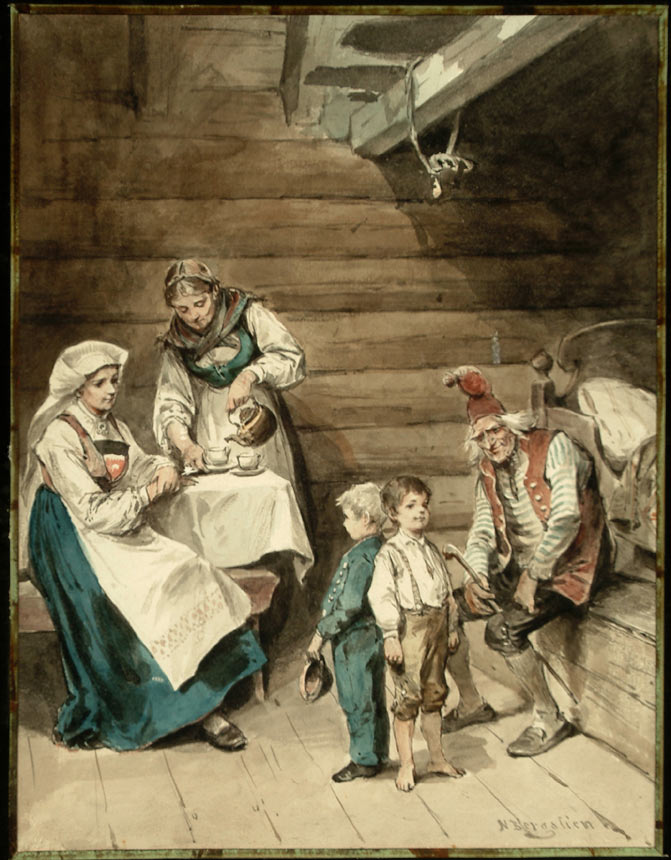
Kven er størst måttru – obraz Nilsa Bergsliena (1853–1928)
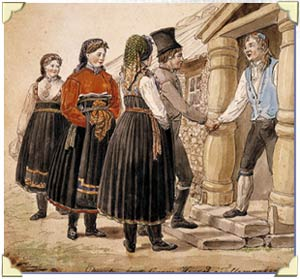
Folkedrakter fra Gran i Telemark – obraz Johannesa Flintoe(inne języki)
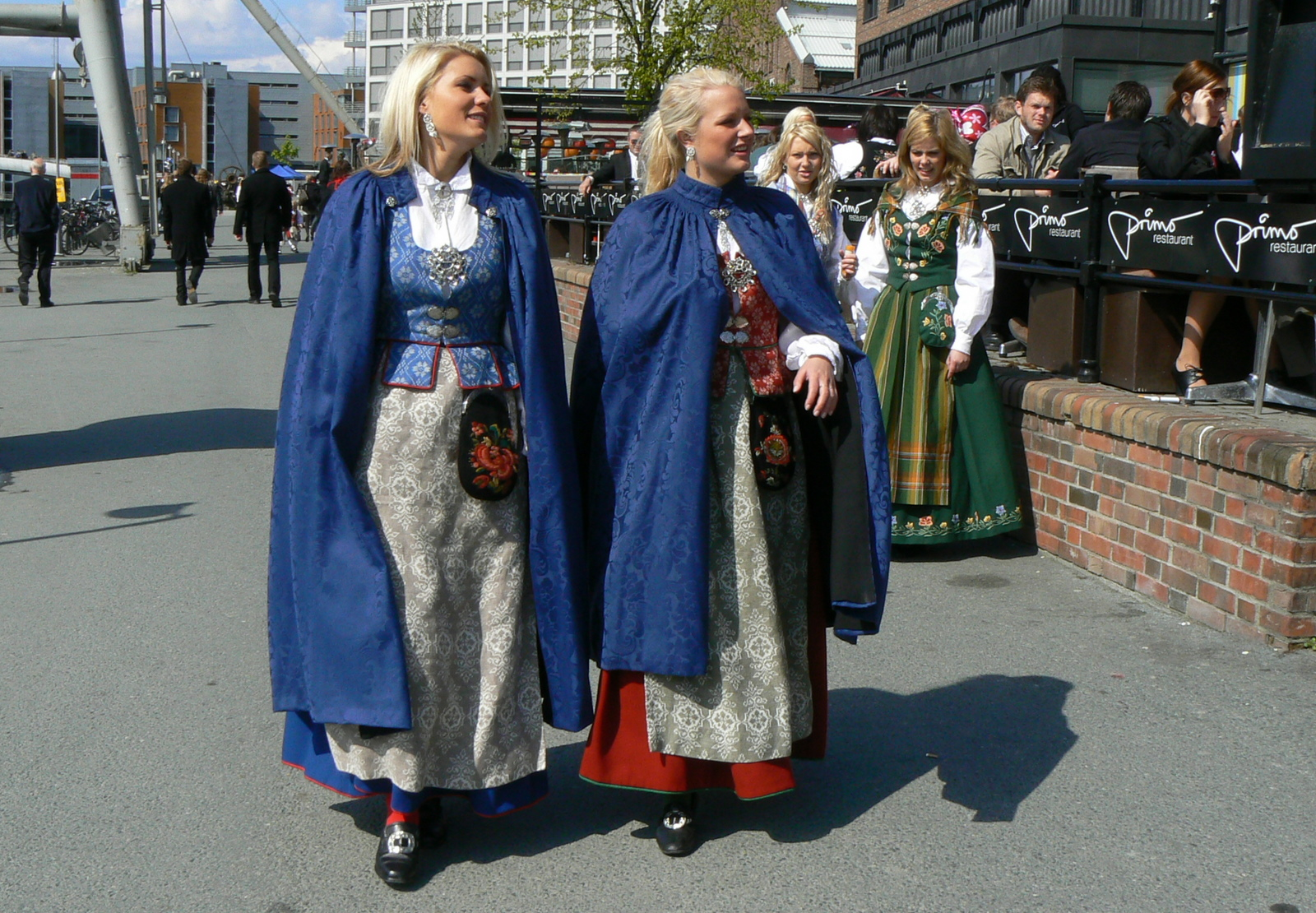
Dwie młode kobiety w bunadzie w Trøndelag
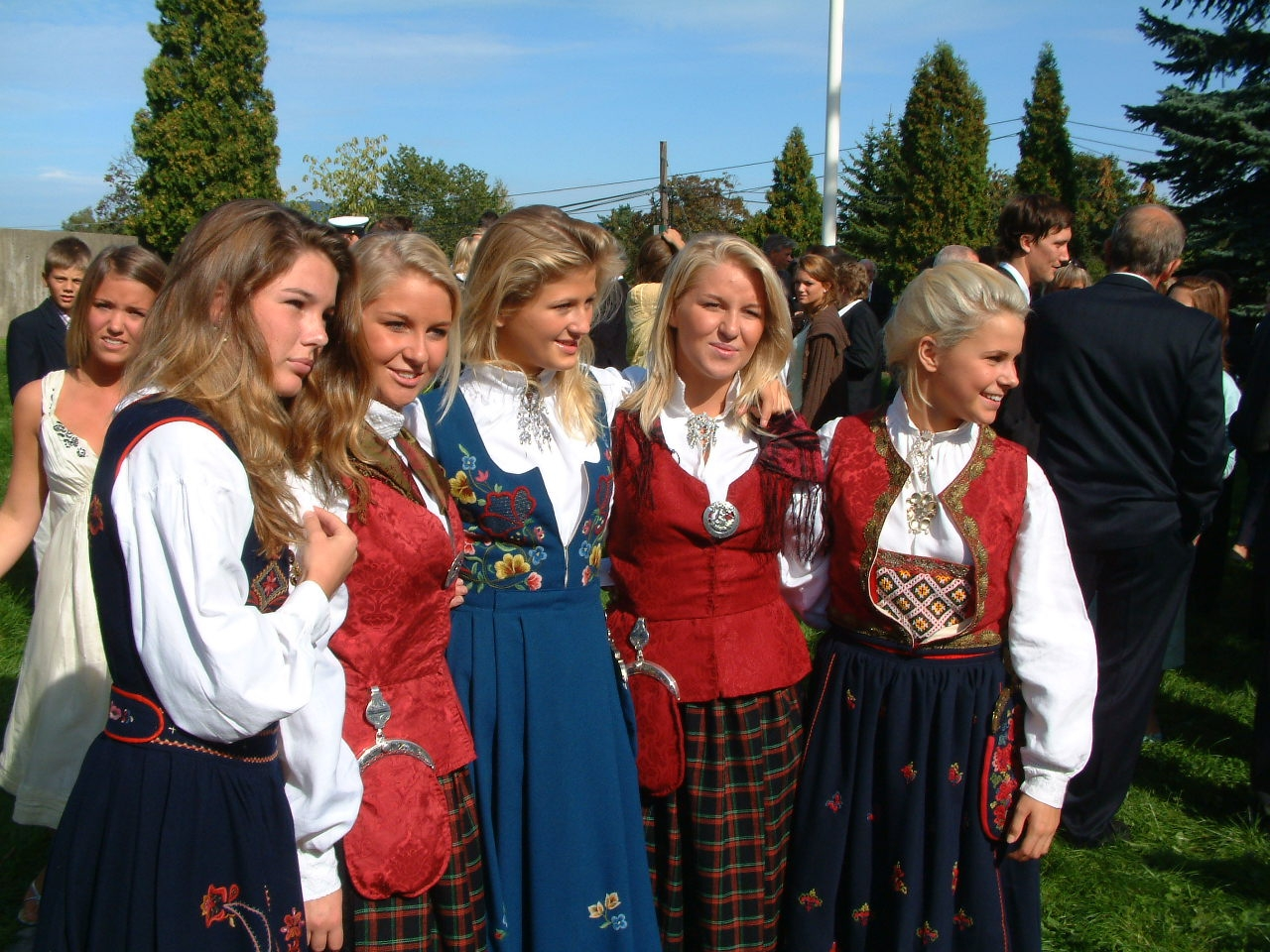
Młode dziewczyny w bunadach w Akershus
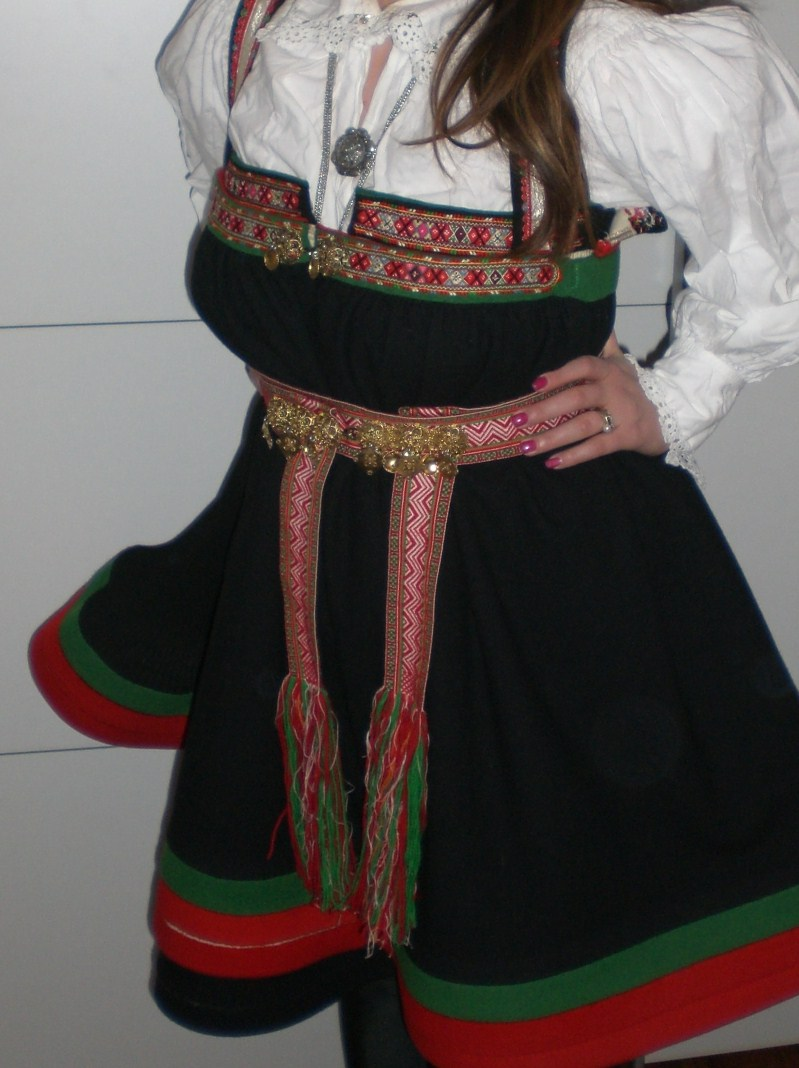
Bunad z Setesdal (kobieta)
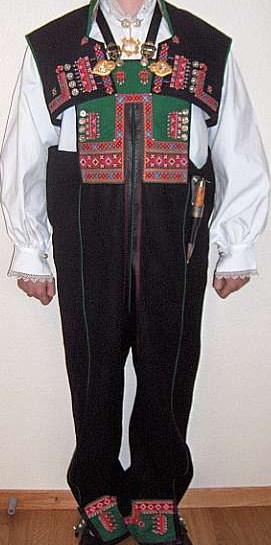
Bunad z Setesdal (mężczyzna)

## Tradycje bunadu

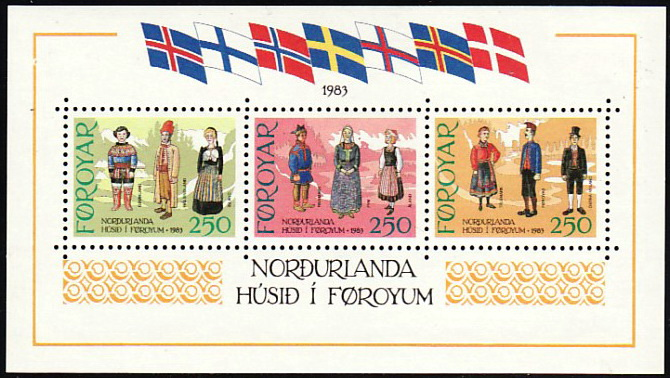
Nordycki bunad i strój ludowy na znaczkach Wysp Owczych

W Norwegii od czasów drugiej wojny światowej, zwłaszcza współcześnie, noszenie bunadu przy okazji różnych uroczystości, takich jak wesela, chrzty, konfirmacje, a zwłaszcza obchody Święta Narodowego 17 maja, jest powszechne, ale nie obowiązkowe. W ostatnich latach jego zastosowanie rozszerzyło się daleko poza wydarzenia związane z tańcami i muzyką ludową albo poszczególne święta. Bunad uważany jest za strój galowy, zwłaszcza dla kobiet. Były minister spraw zagranicznych Norwegii, Thorvald Stoltenberg, przeszedł do historii, prezentując duńskiej królowej Małgorzacie II swoje listy uwierzytelniające jako ambasador ubrany właśnie w bunad. Bunady były również noszone przez gości podczas intronizacji króla Haralda i królowej Sonji w 1991 roku, co można interpretować jako znak tego, że bunad jest uważany za akceptowalną jako alternatywną formę stroju galowego, nawet podczas najbardziej uroczystych okazji.
Ze względu na trwające dyskusje na temat statusu bunadów, nie jest możliwe dokładne określenie liczby rodzajów bunadów w Norwegii, ale większość szacunków podaje około 200 odmian. W 1947 r. powołano oficjalną instytucję, Krajowy Komitet ds. Kwestii Bunadu (Landsnemnda for Bunadspørsmål), który miał działać w charakterze doradczym we wszystkich kwestiach dotyczących bunadów w Norwegii. Funkcję tę pełni obecnie Norweski Instytut Bunadówi Strojów Ludowych (Norsk institutt for bunad og folkedrakt), instytucja zajmująca się dokumentacją i badaniem strojów ludowych jako dziedzictwa kulturowego. Od 2008 roku kierownictwo instytucji działa we współpracy z Muzeum Ludowym w Valdres (Valdresmusea). Instytut prowadzi archiwum strojów, fotografii, wykrojów i szkiców oraz pism z materiałów tradycyjnych z różnych regionów.
Od końca XIX wieku do dzisiaj najczęściej używanym wizerunkiem norweskiego tradycyjnego wiejskiego stroju był bunad kobiecy z Hardanger, ale ostatnio ten obraz jest coraz częściej zastępowany wizerunkiem bunadu kobiecego ze Wschodniego Telemarku. Ponieważ bunad najczęściej opiera się na starszych projektach z określonych regionów, konkretny bunad swoją nazwę wywodzi od tego obszaru. Większość ludzi z korzeniami z danego regionu wybierze wzory bunadów właśnie z tego obszaru lub miejsca urodzenia rodziców czy dziadków. Na ogół oczekuje się, że bunad reprezentuje część Norwegii, z którym ma się silny związek. Nie ma jednak konkretnej zasady określającej wybór stroju i można też wybrać dowolny rodzaj. Lokalni producenci bunadów mogą mieć trudności ze zdobyciem konkretnego bunadu, jeśli nie pochodzi on z ich okolicy.

## Historia

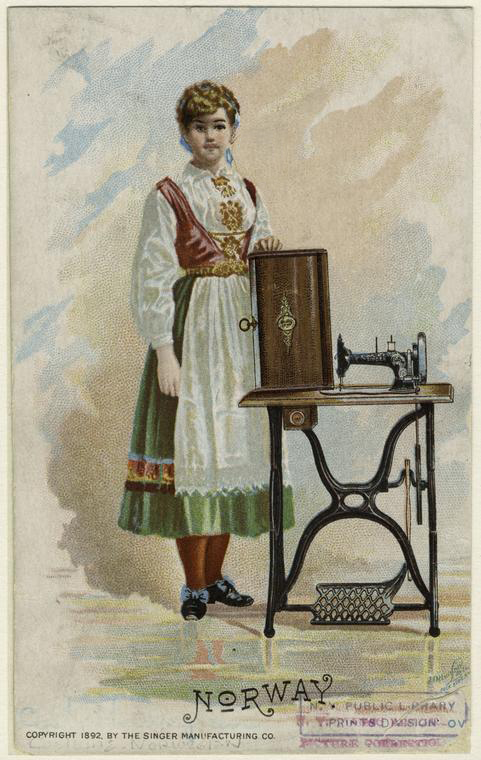
Kobieta w tradycyjnym bunadzie, rok 1892

Mimo że współczesna tradycja bunadu ma swoje korzenie głównie w strojach ludowych z XVIII i XIX wieku, zapisy dokumentujące użycie strojów ludowych sięgają czasów średniowiecza. Na przykład w Setesdal w południowej Norwegii tradycje strojów ludowych sięgają XIV wieku i pozostały ona stosunkowo niezmienione aż do połowy XX wieku. Z drugiej strony, w regionie Trøndelag w środkowej Norwegii tradycyjne stroje odeszły w zapomnienie na rzecz ich zmodernizowanych wersji, ale współcześnie zaczynają się odradzać i wracać do łask. Nazwy tych tradycyjnych bunadów są oparte na ich pochodzeniu geograficznym, a powszechne jest wybieranie bunadu, który wywodzi się z własnego miejsca pochodzenia lub regionu przodków.
Hulda Garborg (1862–1934) i Klara Semb (1884–1970) są uważane za pionierki popularyzacji bunadów. Wraz z opublikowaniem przez Garborg broszury Norsk Klædebunad w 1903 r., idea stworzenia jednego norweskiego stroju narodowego ustąpiła dążeniu do rozwoju wielu regionalnych bunadów. Nadrzędnym celem projektu bunadu jest zachowanie tradycji ubioru na świąteczne okazje z konkretnej epoki, co skłoniło wiele norweskich lokalnych i krajowe organizacji do opracowania standardów i nałożenia oficjalnych ograniczeń na różne szczegóły bunadu, w tym kolory, tkaniny, hafty, biżuterię, krój i dozwolone nakrycia głowy.

## Wzory i popularność
Projekty budanów są zazwyczaj wyszukane, z haftem, szalikami, szalami i ręcznie robioną srebrną lub złotą biżuterią znaną jako sølje. Istnieją bunady zarówno dla mężczyzn, jak i kobiet, chociaż bunady dla kobiet są bardziej zróżnicowane i popularne. Typowi klienci płci męskiej są często określani jako mieszkańcy miast, w wieku od 20 do 40 lat. 